# Santa Colomba de las Carabias
Santa Colomba de las Carabias es una localidad del municipio de San Cristóbal de Entreviñas, situada en la comarca de Benavente y Los Valles, en la provincia de Zamora, perteneciente a la comunidad autónoma de Castilla y León, España.

## Historia
Durante la Edad Media Santa Colomba de las Carabias quedó integrado en el Reino de León, siendo en la Edad Moderna una de las poblaciones que formó parte de la provincia de las Tierras del conde de Benavente, encuadrándose dentro de esta en la Merindad de Villamandos y la receptoría de Benavente.
Ya en el siglo XIX, al reestructurarse las provincias y crearse las actuales en 1833, Santa Colomba de las Carabias pasó a formar parte de la provincia de Zamora, dentro de la Región Leonesa, quedando integrado en 1834 en el partido judicial de Benavente.
En torno a 1850, San Miguel del Esla se integró en el municipio de Santa Colomba de las Carabias, municipio este último que a su vez se integró en 1972 en el de San Cristóbal de Entreviñas.

## Geografía humana

### Demografía
| Gráfica de evolución demográfica de Santa Colomba de las Carabias entre 1842 y 1970 |
| |
| Población de derecho según los censos de población del INE Población de hecho según los censos de población del INEEntre el censo de 1857 y el anterior, crece el término del municipio porque incorpora a 495126 (San Miguel del Esla) Entre el censo de 1981 y el anterior, este municipio desaparece porque se integra en el municipio 49187 (San Cristóbal de Entreviñas) |

## Patrimonio
Destaca en la localidad su iglesia de San Juan Bautista, que posee una espléndida joya, el retablo barroco que preside la capilla mayor, en la que destaca también la armadura morisca que la cubre.

## Fiestas
- 24 de junio: San Juan, celebrando fiesta dos días seguidos alrededor de esa fecha, según el año.
- 18 de agosto: se celebra otra fiesta que dura 2 días